# Vincenzo Maria Coronelli
Vincenzo Maria Coronelli, italijanski kozmograf, kartograf in enciklopedist, * 16. avgust 1650, Benetke, † 9. december 1718.
Coronelli je najbolj znan po svojih globusih in kot izdajatelj enciklopedije Biblioteca Universale Sacro-Profana (prva enciklopedija, ki je bila urejena po abecednem vrstnem redu).